# Instytut Systemów Sterowania
Instytut Systemów Sterowania (ang. Institute of Control Systems) – państwowy ośrodek badawczo-rozwojowy z siedzibą w Chorzowie, założony w 1977 roku, 1 stycznia 2007 roku włączony do EMAG-u; najstarszy ośrodek informatyki inżynierskiej w Polsce.

## Historia
Instytut w latach 90. XX wieku zajmował się automatyką w PKP i energetyce oraz cyfrową automatyką budynku inteligentnego w systemie SABIO.
Głównym przedmiotem jego działalności były prace z zakresu:
- badań słuchu noworodków, w tym badań przesiewowych wśród noworodków prowadzone wspólnie z Instytutem Fizjologii i Patologii Słuchu.
- bezpieczeństwa danych przesyłanych za pośrednictwem lokalnych sieci komputerowych, oraz Internetu, (kryptograficzna ochrona informacji, techniki uwierzytelniające, zarządzanie bezpieczeństwem informacji)
- automatyzacji procesów przemysłowych oraz komputerowych systemów wspomagania prac inżynierskich (rozproszone systemy monitorowania i sterowania procesami technologicznymi, integracja systemów automatyki z nadrzędnymi systemami zarządzania)

W 2003 roku Instytut otrzymał nagrodę ministra nauki za nowatorskie wykorzystanie narzędzi informatycznych w ochronie zdrowia. W 2006 roku Instytut miał cztery zakłady: Bezpieczeństwa Systemów Teleinformatycznych, Systemów Automatyzacji, Systemów Informatycznych i Systemów Medycznych.
1 stycznia 2007 roku Instytut Systemów Sterowania w ramach konsolidacji polskich podmiotów badawczo-rozwojowych został włączony do Centrum Elektryfikacji i Automatyzacji Górnictwa EMAG.